# Вернер Шлагер
Вернер Шлагер (Винер Нојштат, 28. септембар 1972) је аустријски репрезентативац у стоном тенису. Игра десном руком. Члан је клуба Нидерестерајх из Швехата. Тренутно (октобар 2012) налази се на четрдесетом месту ИТТФ светске ранг листе стонотенисера. Најбољи пласман му је било прво место 1. јуна 2003. године. Један је од ретких спортиста који је пет пута учествовао на Летњим олимпијским играма.

## Спортска биографија
Шлагер је почео да игра стони тенис када је имао шест година, учећи од свог оца Рудолфа и брата Харалда, који су били врхунски аустријски играчи.
Након много одиграних турнира како појединачно тако и у игри парова, Шлагер је 2003. године на Светском првенству у Паризу победио у појединачној конкуренцији.
У финалу је добио Јужнокореанца JOO Se Hyukа.
Био је први Аустријанац, коме је то успео после 1937. године, када је светски првак био Рихард Бергман. Том победом доспео је на прво место светске ранг листе, проглашен је за спортиску године у Аустрији и проглашен је „најпопуларнијим страним спортистом“ за ту годину у Кини.
Године 2009. основао је „Вернер Шлагер академију“ у Швехату код Беча, као центр за обуку, који користе и клубови Нидерестерајх и Штрек.

## Значајнији резултати

### Олимпијске игре
- 1996. Атланта — појединачно =17. место, мушки парови =9. место
- 2000. Сиднеј — појединачно =5. место, мушки парови =5. место
- 2004. Атина — појединачно =9. место, мушки парови =9. место
- 2008. Пекинг — појединачно =9. место, екипно 4. место
- 2012. Лондон — појединачно =17. место, екипно = 5. место

### Светска првенства
| Год   | Место        | Земља     | Појед.        | Паровиl       | Меш. парови   | Екипно |
| ----- | ------------ | --------- | ------------- | ------------- | ------------- | ------ |
| 1991. | Чиба         | Јапан     | 1. коло       | Квалификације | Квалификације | 9.     |
| 1993. | Гетеборг     | Шведска   | 2. коло       | 2. коло       | keine Teiln.  | 9.     |
| 1995. | Тјенцин      | Кина      | 1. коло       | 3. коло       | 3.коло        | 9.     |
| 1997. | Манчестер    | УК        | осмина финала | четвртфинале  | осмина финала | 10.    |
| 1999. Xiaolan| Ајндховен    | Холандија |               | четвртфинале  | 1. коло       |        |
| 2000. | Куала Лумпур | Малезија  |               |               |               | 9-12.  |
| 2001. | Осака        | Јапан     | осмина финала | осмина финала | 3. коло       | 5.     |
| 2003. | Париз        | Француска |               | четвртфинале  | осмина финала |        |
| 2004. | Доха         | Катар     |               |               |               | 6.     |
| 2005. | Шангај       | Кина      | 2. коло       | 3. коло       | четвртфинале  |        |
| 2006. | Бремен       | Немачка   |               |               |               | 8.     |
| 2007. | Загреб       | Хрватска  | 1. коло       | 2. коло       | 3. коло       |        |
| 2008. | Guangzhou    | Кина      |               |               |               | 9.     |
| 2010. | Москва       | Русија    |               |               |               | 10.    |